# 土佐市立戸波小学校
土佐市立戸波小学校（とさしりつ へわしょうがっこう）は、高知県土佐市にある公立小学校。

## 沿革
- 1878年(明治11年)1月-5校開校
  - 浅井小学校（寺尾崎） 本村小学校（善福寺） 永野小学校（久清）
  - 家俊小学校（高添） 市野々小学校（三郎丸）
- 1888年(明治21)-合併し2校となる 宮原尋常小学校（本村宮原） 家俊尋常小学校（久保田）
- 1898年(明治31)10月-合併し1校となる 戸波尋常小学校と命名する（修業年限4年）
- 1899年(明治32)4月-高等小学校を併設し戸波尋常高等小学校と改称する（修業年限3年）
- 1900年(明治33)6月18日-校舎の一部落成（北校舎） 名実ともに1校に合併 「開校記念日」と定める
- 1907年(明治40)4月-義務教育6年に延長 高等科修業年限2ヵ年を置く
- 1909年(明治42)10月-校章を制定する
- 1928年(昭和 3年) 3月-新校舎落成
- 1941年(昭和16年) 4月-国民学校と改称する
- 1947年(昭和22) 4月-戸波村立戸波小学校と改称する
- 1948年(昭和23年) 5月-戸波村PTAを結成
- 1963年(昭和38年) 2月-小中併設解消のための期成会結成
- 1969年(昭和44年) 9月-小中学校校舎交替
- 1981年(昭和56年) 3月-新校舎落成式（現在の校舎）
- 1982年(昭和57年) 3月13日-屋内体育館落成
- 1983年(昭和58年)10月14日-プール落成式
- 1985年(昭和60年)12月24日-校舎敷地土留工事、花壇造成
- 1994年(平成 6年) 2月-体育倉庫設置
- 2000年(平成12年)3月17日-文旦（10本）小夏（2本）を教材用として校舎南側に植える
- 2000年(平成12年)6月18日-開校百周年記念行事を挙行
  - タイムカプセルを20年後に開けることを決め収納する
- 2001年(平成13年)-図書室の書庫。バスケットリング昇降モーター設置。
- 2005年(平成17年)-土佐市指定研究発表会開催

## 通学区域
- 土佐市小中学校区表（PDF：125KB）参照

## 進学先中学校
- 土佐市立戸波中学校

## 周辺
- 高知自動車道
- 国道56号
- 虚空蔵山